# Pistosauroidea
I pistosauroidei (Pistosauroidea) sono un gruppo di rettili marini inclusi all'interno dei saurotterigi, comparsi alla fine del Triassico inferiore e considerati gli antenati dei plesiosauri. I loro resti sono stati ritrovati in Europa, Asia e Nordamerica.

## Classificazione
I pistosauroidei sono elementi rari delle faune marine del Triassico; i loro fossili sono distribuiti però in una vasta area geografica. Recenti analisi filogenetiche dimostrano che i Pistosauroidea del Triassico sono un gruppo parafiletico, ovvero non comprendono tutti i discendenti dell'antenato comune che definirebbe il gruppo. Ergo, sarebbero un clado valido solo se comprendenti il clado dei plesiosauri. Quindi, oggi, con 'pistosauroidei' generalmente si sottintendono i pistosauroidei più basali, compresi gli antenati dei pistosauroidei plesiosauri. All'interno dei pistosauroidei vi sono forme arcaiche come Corosaurus e Cymatosaurus, forme di incerta collocazione come Chinchenia e Kwangsisaurus, e forme più derivate come Wangosaurus, Pistosaurus, Yunguisaurus, Bobosaurus e Augustasaurus, oltre che naturalmente i plesiosauri. La forma più strettamente imparentata ai veri plesiosauri sembrerebbe essere stata Bobosaurus, del Triassico superiore del Friuli.
Di seguito è mostrato un cladogramma tratto dallo studio di Cheng e colleghi (2006):
Template:Clado
Di seguito è invece mostrato un cladogramma tratto da uno studio di Ketchum e Benson (2011):
Template:Clado